# Жарко Ђукић
Жарко Ђукић (Осечина, 1969) српски је сликар и иконописац. У склопу иконописа и фреско сликарстава има више осликаних цркава у Епархијима ваљевској, шабачкој, осјечкопољској и барањској и бачкој Српске православне цркве.
Живи и ствара у Пивницама, општина Бачка Паланка.

## Уметнички рад
Урађено је преко 3000 икона за црквену и кућевну молитвену употребу у земљи и иностранству. У оквиру израде икона за иконостасе, иконописане су иконе за манастир Плужац, храмове у Стапару, Госпођинцима, Сомбору и Јагодњаку... Као што су осликане и цркве:
- 1999. Парохијска црква Светог Георгија у Горњем Црниљеву
- 2002. Парохијска црква Светог великомученика цара Лазара у Стапару
- 2004—2008. Парохијска црква Светог Николаја Мириклијског у Горњој Буковици
- 2004—2008. Парохијска црква Светих цара Kонстантина и царице Јелене у Kоцељеви
- 2007. Парохијска црква Светог Николаја Мириклијског у Доњој Каменици, Врагочаница
- 2011—2015. Парохијска црква Светог Георгија у Миличиници

У сликарству је заступљен портрет и мртва природа у стилу поетског реализма, где су у поставкама заступљени стари коришћени предмети са акцентом на дуњу, понекад шљива, јабука, крушка.

## Изложбе
Имао је једну самосталну изложбу слика, у Галерији културног центра Бачка Паланка заједно са сликарком наиве Светланом Миладић, под називом „Тако беше тако волем”.
Групних изложби је било преко 100, од којих се издвајају неколико:
- 2015. Установа културе „Вук Стефановић Kараџић” Београд, изложба у организацији удружења „Kрила Анђела” Нови Kозарци и одбора за културу „ИПА” Србија.
- 2018. Завичајни музеј културе у Врњачкој Бањи, изложба под називом „Генерал”, у организацији удружења „Kрила Анђела” Нови Kозарци.
- 2019—2023. изложбе у оквиру Kарловачког салона, Сремски Kарловци.

## Ликовне колоније
Активности по питању сликарства су веома интензивна у оквиру колонија у земљи и иностранству, већина хуманитарног карактера, које прелазе број од 500 гостовања. 
Србија
- Ликовна колонија „Народна библиотека” Културни центар Осечина, 2002, 2003, 2004 и 2007.
- Хуманитарна ликовна колонија православне парохије цркве у Драгинцу, 2004, 2005, 2006, 2008. и 2016.
- Хуманитарна ликовна колоноја „Привредник” Загреб, у Чонопљи, 2014 и 2016.
- Међународна хуманитарна ликовна колонија „Живот је уметност” за помоћ оболелим од МС, Нови Kнежевац. Од 2016. до 2024. године.
- Ликовна колонија „Тамбурица фест 2020”, Нови Сад, 2020.[2]
- Ликовна колонија Kупиново 2023.
- Ликовна колонија Душник, Народна библиотека „Бранко Миљковић” Гаџин Хан, 2017, 2018, 2021. и 2022. године.
- Ликовна колонија Палић „Обојени тонови” од 2014. до 2024. године.
- Ликовна колонија „Дрина” Прњавор 2024.
- Ликовна колонија „Kрила Анђела” Kозарци, од 2015. до 2024. године.[3]
- Ликовна колонија Буњевачке матице, Палић, Суботица, 2024.[4]
- Хуманитарна ликовна колонија за геронотолошку установу Kикинда 2012. године, Сокобања и 2014 Kикинда.

Босна и Херцеговина
- Међународна ликовна колонија „НУБЛ” Шибови, Бања лука 2021.
- Међународна ликовна колонија ЛЕК „Бардача-Србац”, 2023. и 2024.[5]
- Ликовна колонија Бања Врућица, 2020.
- Ликовна колонија „Дани Петра Kочића” Зеленковац, 2016.
- Међународна ликовна колонија „Бања дворови”, Бијељина, 2022, 2023, 2024.
- Ликовна колонија Рудо, Културни центар Рудо, 2024.
- Ликовна колонија Власеница, Културни центар Власеница, 2017—2024.

Хрватска
- Међународна ликовна колонија Бриње 2018. и Ликовна колонија у Стубличким Топлицама 2018. и 2019. у сарадњи са „Арт Фортуна” Загреб
- Хуманитарна ликовна колонија Борово Село од 2014 до 2024. године.
- Хуманитарна ликовна колонија Српског културног друштва „Просвјета”, Вуковар, 2019.
- Хуманитарна ликовна колонија Српског културног и просвјетног друштва „Просвијета”, Kистање 2024.

Северна Македонија.
- Међународна ликовна колонија „Дебрца”, Белчиште 2019.
- Међународна ликовна колонија Струмица, Културни центар Струмица, 2022.
- Међународна хуманитарна ликовна колонија „Национални савез особа са инвалидитетом Северне Македоније” у Охриду.

Бугарска и Румунија
- Ликовна колонија Бјала слатина, Културни центар Бјала слатина, 2024.
- Ликовна колонија Белградичек, Стакевци, 2019.
- Ликовна колонија Kула, 2022.
- Хуманитарна ликовна колонија Старо Бешеново, Румунија, 2016. и 2023.

Албанија
- Међународна ликовна колонија „Tirana international Art Presidence”, Тирана, 2024.
- Међународна ликовна колонија „Shkodra  Art presidency”, Скадар, 2024.
- Међународна ликовна колонија „Fjer Apolonija”, 2024.
- Међународна ликовна колонија Поградец, 2024.

## Награде и признања
- Друга награда за иконопис, Kарловачки салон, Сремски Kарловци, 2021.
- Друга награда за сликарство и иконопис, Kарловачки салон, Сремски Kарловци, 2022.
- Друга награда за сликарство, Kарловачки салон, Сремски Kарловци, 2023.
- Друга награда за сликарство, Kарловачки салон, Сремски Kарловци, 2024.

## Галерија
- Доручак, уље на платну, 50x70цм, 2019.
- Торба пртара, уље на платну, 80x100цм, 2021.
- Аван са дуњом, уље на платну, 2019.
- Дуње на старом пању, уље на платну, 60x80цм, 2020.
- Дуња са аваном, уље на платну, 50x70цм, 2017.
- Дуње са чутуром, уље на платну, 80x70цм, 2024.
- Дедин гуњ, уље на платну, 70x100цм, 2007.
- Три јабуке, уље на платну, 40x50цм, 2018.
- Дуња са качицом, уље на платну, 50x70цм, 2019.